# Claire Clouzot
Claire Clouzot (16è districte de París, 2 d'agost de 1933 - 12è districte de París, 2 de febrer de 2020) va ser una directora de cinema i periodista francesa.

## Biografia
Clouzot era filla del fotògraf Rémy Duval i néta del director Henri-Georges Clouzot. Va treballar com a fotògrafa i periodista abans de començar a dirigir el 1980, amb la pel·lícula L'Homme fragile, protagonitzada per Richard Berry, Françoise Lebrun, i Didier Sauvegrain.
De novembre de 1964 a desembre de 1986 va col·laborar a la revista Cinéma. També va col·laborar a la revista Écran des de la seva aparició el gener de 1972 fins al seu tancament el fin 1979m així com a les revistes Biba, 20 ans i al programa Panorama de France Culture.
Clouzot va ser delegada a la Setmana Internacional de la Crítica del 2002 al 2004 quan les pel·lícules Reconstruction i Or (My Treasure) van guanyar la Caméra d'Or.
Va morir el 2 de febrer de 2020 a l'edat de 86 anys.

## Filmografia
- L'homme en question (1976)
- L'Homme fragile (1981)
- Rémy Duval, 28 place des Vosges (1986)

## Publicacions
- Le Cinéma français depuis la Nouvelle Vague (1972)
- Autobiographie d'une pionnière du cinéma, 1873-1968, Alice Guy (1978)
- Catherine Breillat. Indécence et pureté (2004)
- La Saga des Clouzot et le cinéma (2007)